# リピート (eddaの曲)
「リピート」とは、eddaの楽曲である。2018年1月3日にビクターエンタテインメントより配信限定シングルとして発売された。

## 解説
シングル作品としては『チクタク』以来約3か月ぶりのリリースで、配信限定というフォーマットは初。
本作は、2018年1月2日に放送されたテレビ東京系スペシャルドラマ『忘却のサチコ』の主題歌に起用されており、ドラマ放送日の翌日にあたる1月3日に音楽配信サイトで配信が開始された。
ジャケットのイラストはedda自身が手がけたもの。ロボットが古びた本を読む様子が描かれていて、「物語が終わる瞬間に、その本の主人公との別れが訪れる」という本作に隠されたもう一つのストーリーを表現している。

## 収録曲
1. リピート (3:25)
（作詞・作曲：edda / 編曲：ミワコウダイ）
テレビ東京系スペシャルドラマ『忘却のサチコ』主題歌で、同作のために書き下ろされた楽曲。eddaは原作のコミックスとドラマの台本を通して感じた同作の主人公であるサチコの心情をイメージして本作を書き下ろした[1][2]。
歌詞は、「幾度となく大好きな物語の世界に浸るために、記憶を消去し続けるロボット」を表現したもの[3]。
同年に放送された連続ドラマ『忘却のサチコ』では、本作のアンサーソングとして制作された「ループ」が主題歌として起用された[4]。なお、「ループ」のコード進行は本作と同じで、同作のDメロと歌詞は本作のBメロと共通している[5]。
5月23日に発売されたミニ・アルバム『ねごとの森のキマイラ』の初回限定盤にボーナス・トラックとして収録され、初CD化となった[6]。

## 収録アルバム
- ねごとの森のキマイラ